# Issoudun
Issoudun is een gemeente in het Franse departement Indre (regio Centre-Val de Loire). De gemeente telde 10.953 inwoners op 1 januari 2022. De plaats is de onderprefectuur van het arrondissement Issoudun.

## Bezienswaardigheden
Issoudun bezit een opmerkelijk museum, het Musée de l'Hospice Saint-Roch. Dit bestaat uit twee gedeelten: het Hôtel-Dieu, een ziekenhuis uit de twaalfde tot vijftiende eeuw met oude medische instrumenten en een oude apotheek en een nieuw gebouw met wisselende tentoonstellingen en een vaste verzameling van moderne kunst.
De 12e-eeuwse Tour Blanche was een onderdeel van het kasteel van de stad. De 28 meter hoge toren is gebouwd op een motte. De toren heeft muren met een dikte tussen 3,4 en 6 meter en telde vijf verdiepingen, waarvan er twee deels ondergronds lagen.

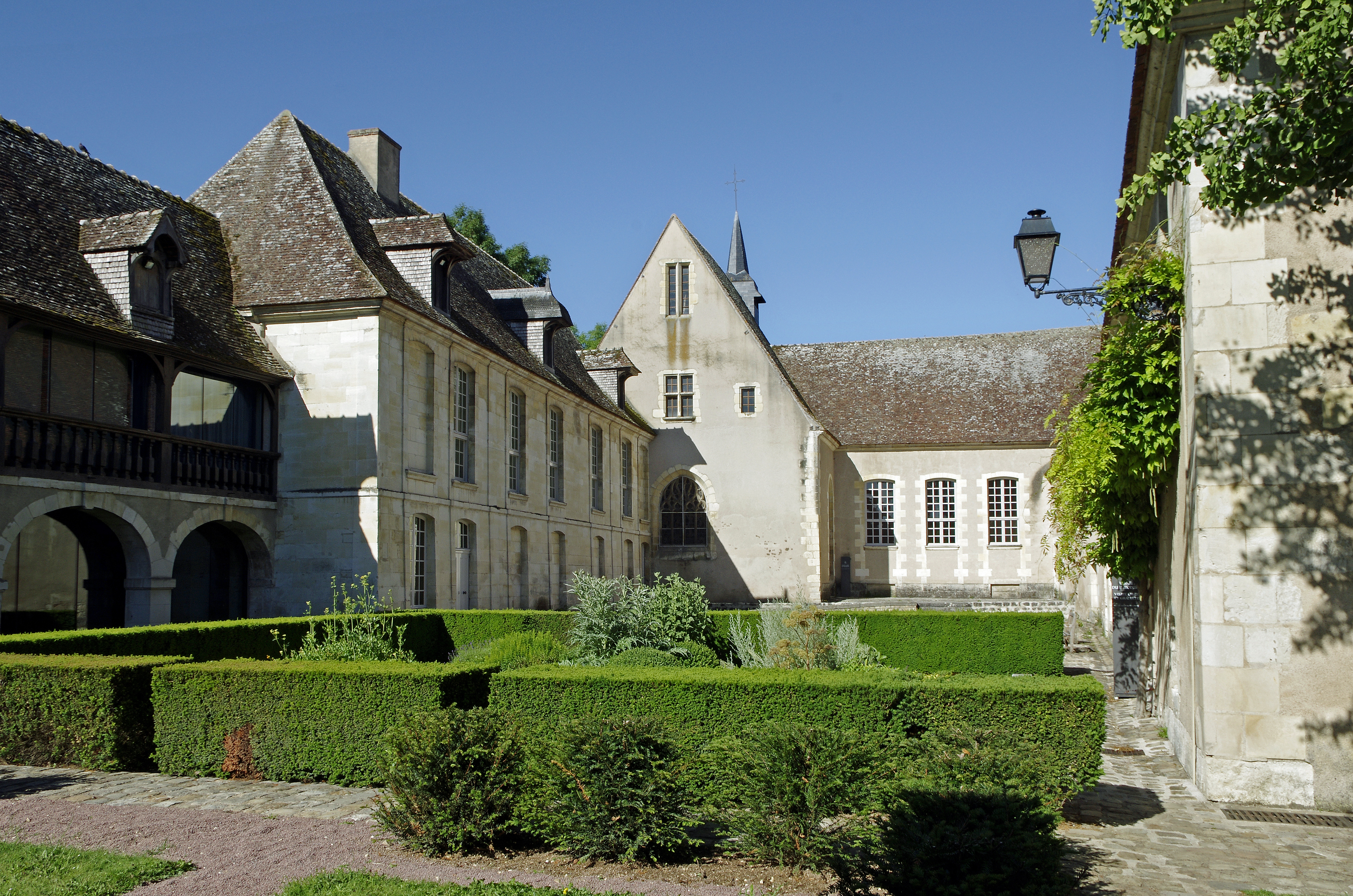
Hôtel-Dieu
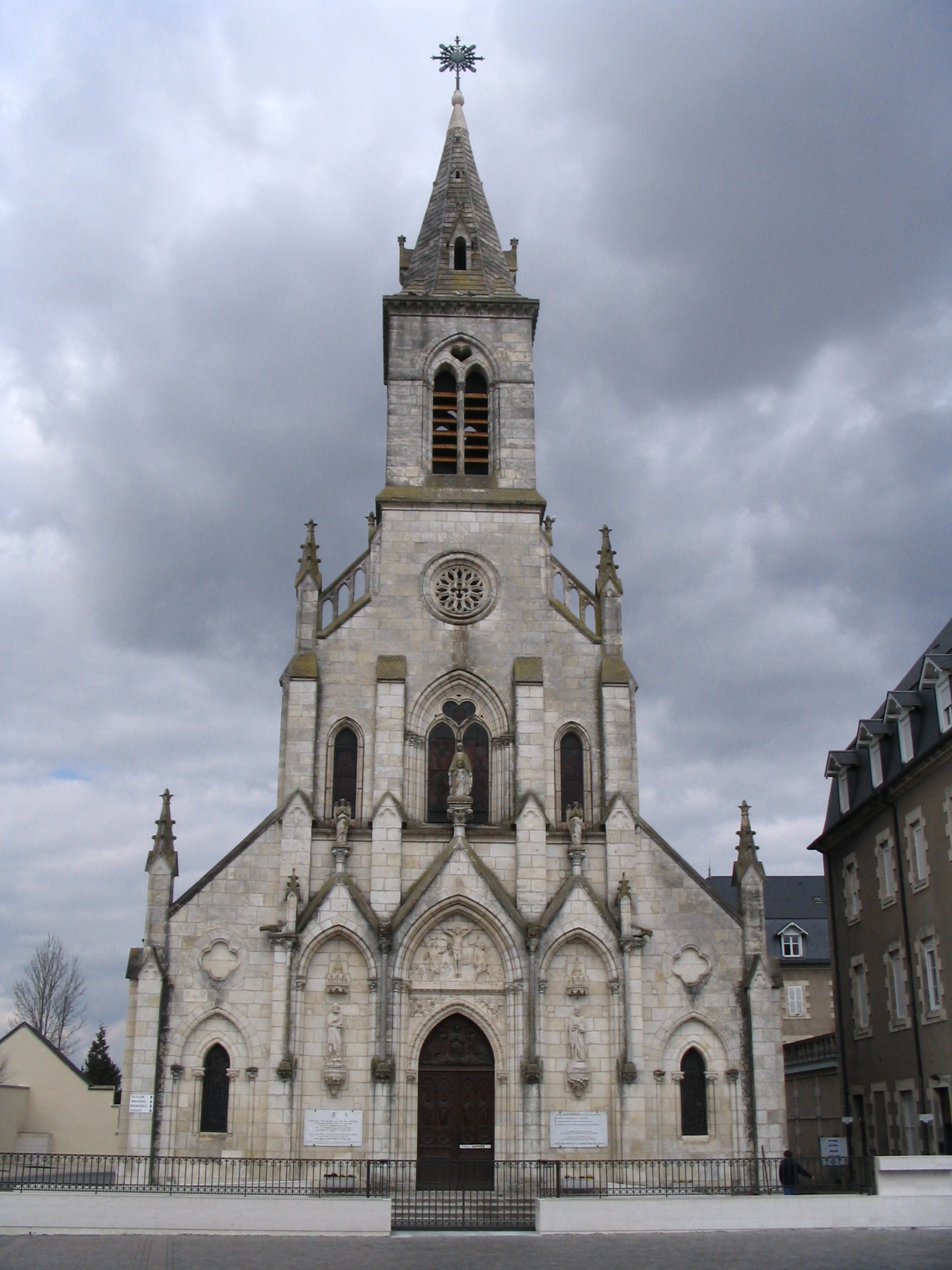
Basiliek Notre-Dame du Sacré-Coeur
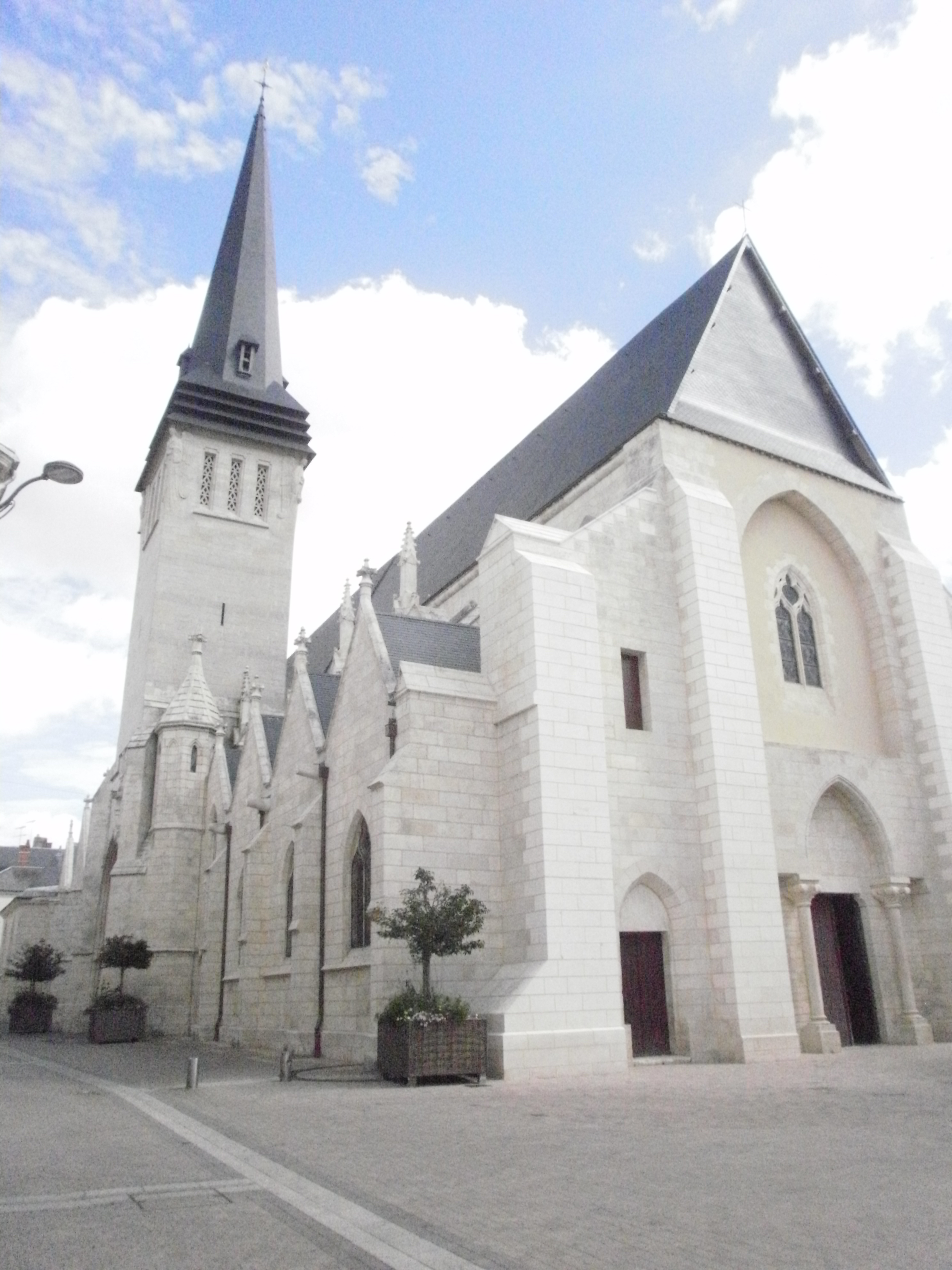
Kerk Saint-Cyr
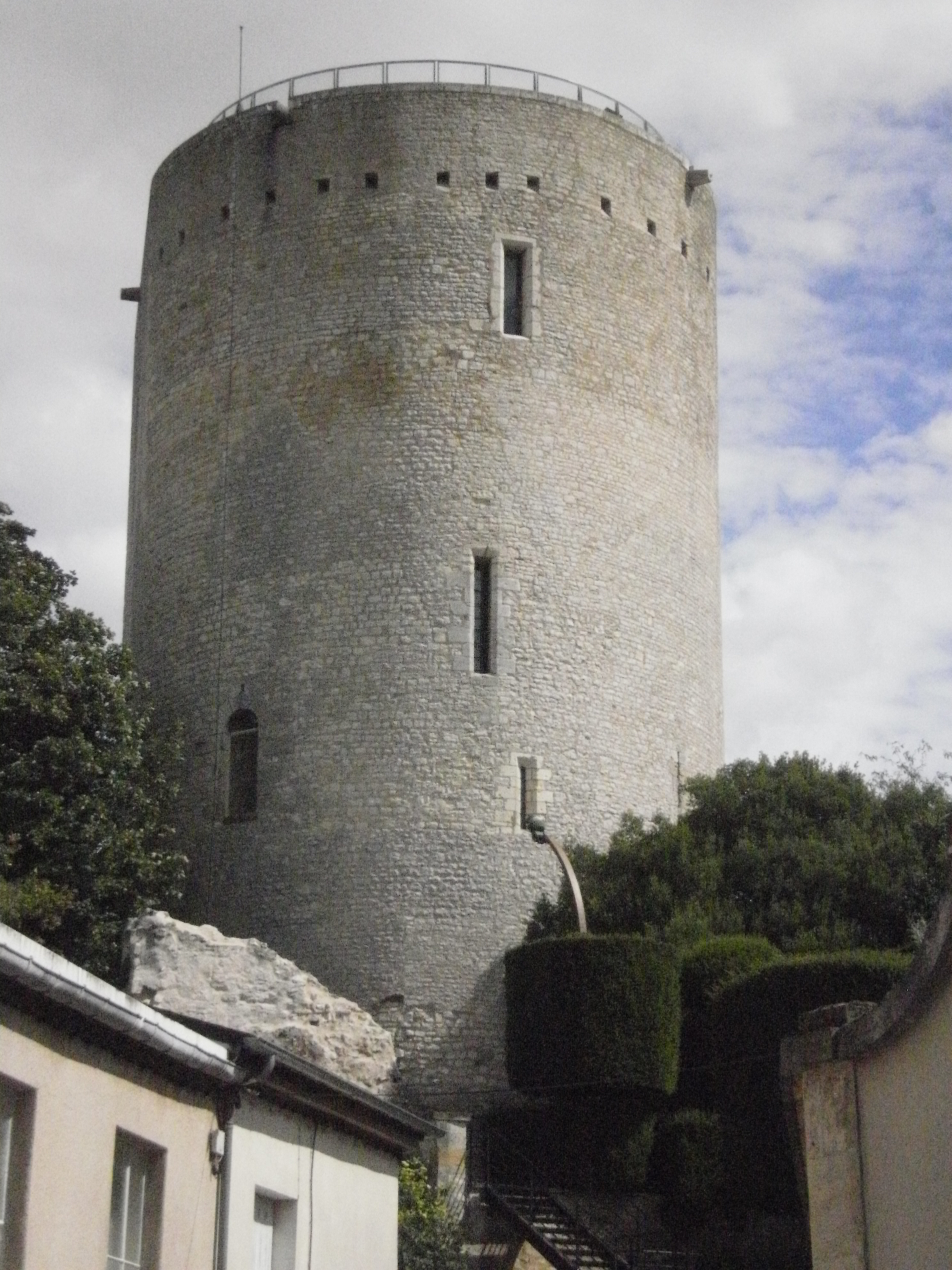
Tour Blanche
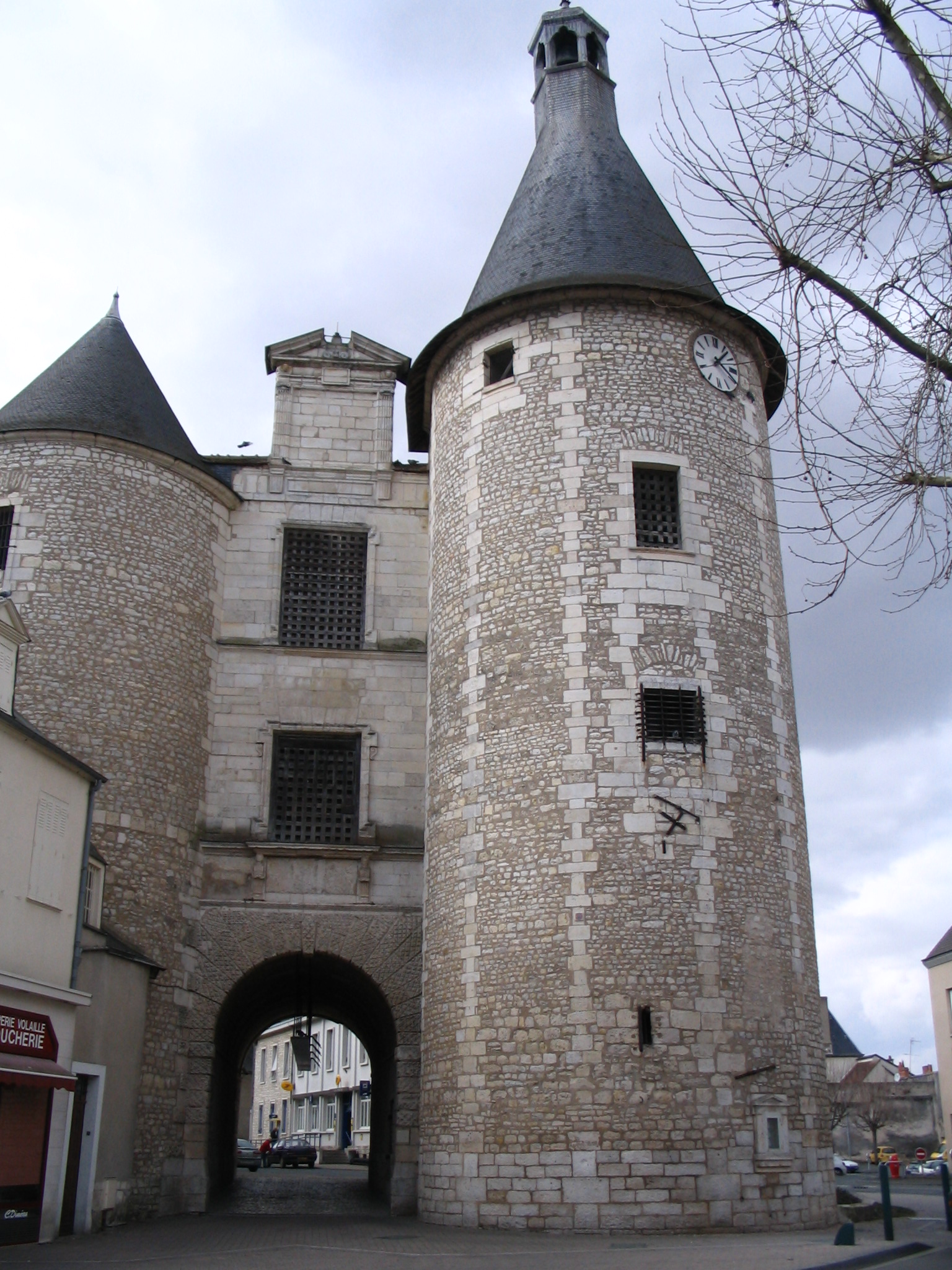
Porte de l'Horloge
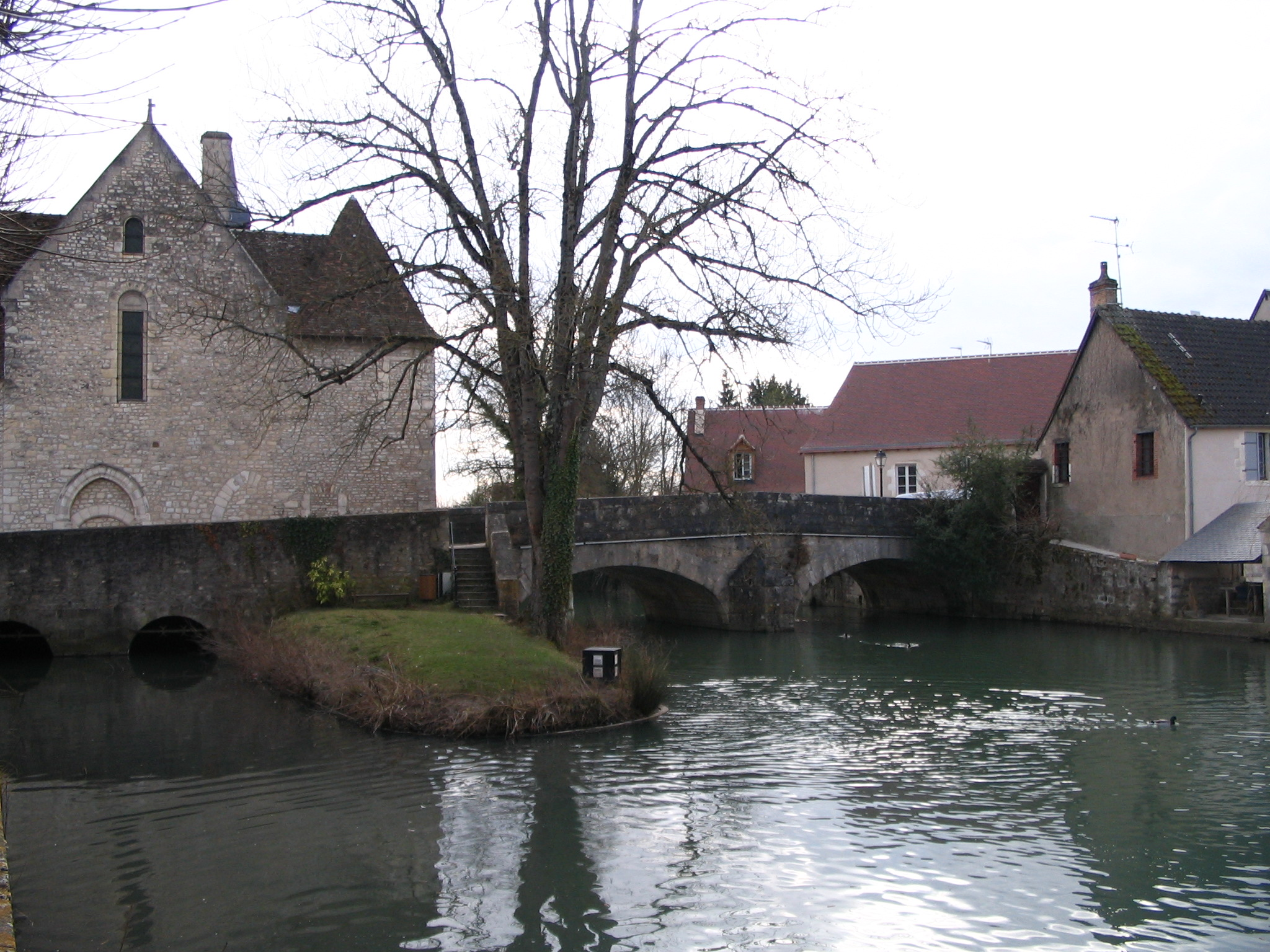
De Théols in Issoudun

## Geschiedenis
In de middeleeuwen was Issoudun de op een na belangrijkste stad van Berry. De stad had een versterkt kwartier waar het kasteel lag. Dit deel van de stad had een muur met daarin twaalf torens en een gracht errond. In de 12e eeuw lag de stad nabij de grens tussen Frankrijk en Aquitanië dat in handen was van de Engelsen. Het was een twistappel tussen Filips II van Frankrijk en Richard Leeuwenhart. In 1236 werden markthallen gebouwd in de stad.
Ook tijdens de Honderdjarige Oorlog werd er om de stad gestreden tussen Engelsen en Fransen. In 1356 slaagden de Engelsen er niet in het kasteel van Issoudun in te nemen, maar hierbij werden de stad en de omgeving wel verwoest. Dankzij koninklijke privileges en de leerbewerking bloeide de stad in de late middeleeuwen. De reformatie kende relatief weinig aanhangers in Berry. In Issoudun kwam er wel een calvinistische kern. De stad had te lijden onder de Hugenotenoorlogen en later, in 1651, was er een grote stadsbrand. Pas in de 17e eeuw werd het kasteelkwartier geïncorporeerd in de stad zelf.
Na de Franse Revolutie werd het kleinere Châteauroux gekozen als prefectuur van Indre. Issoudun werd wel een garnizoensstad. In 1917 werd er een vliegveld aangelegd waar Amerikaanse piloten hun opleiding kregen.

## Geografie
De oppervlakte van Issoudun bedroeg op 1 januari 2022 36,6 vierkante kilometer; de bevolkingsdichtheid was toen 299,3 inwoners per km². De Théols stroomt door de gemeente.
De onderstaande kaart toont de ligging van Issoudun met de belangrijkste infrastructuur en aangrenzende gemeenten.

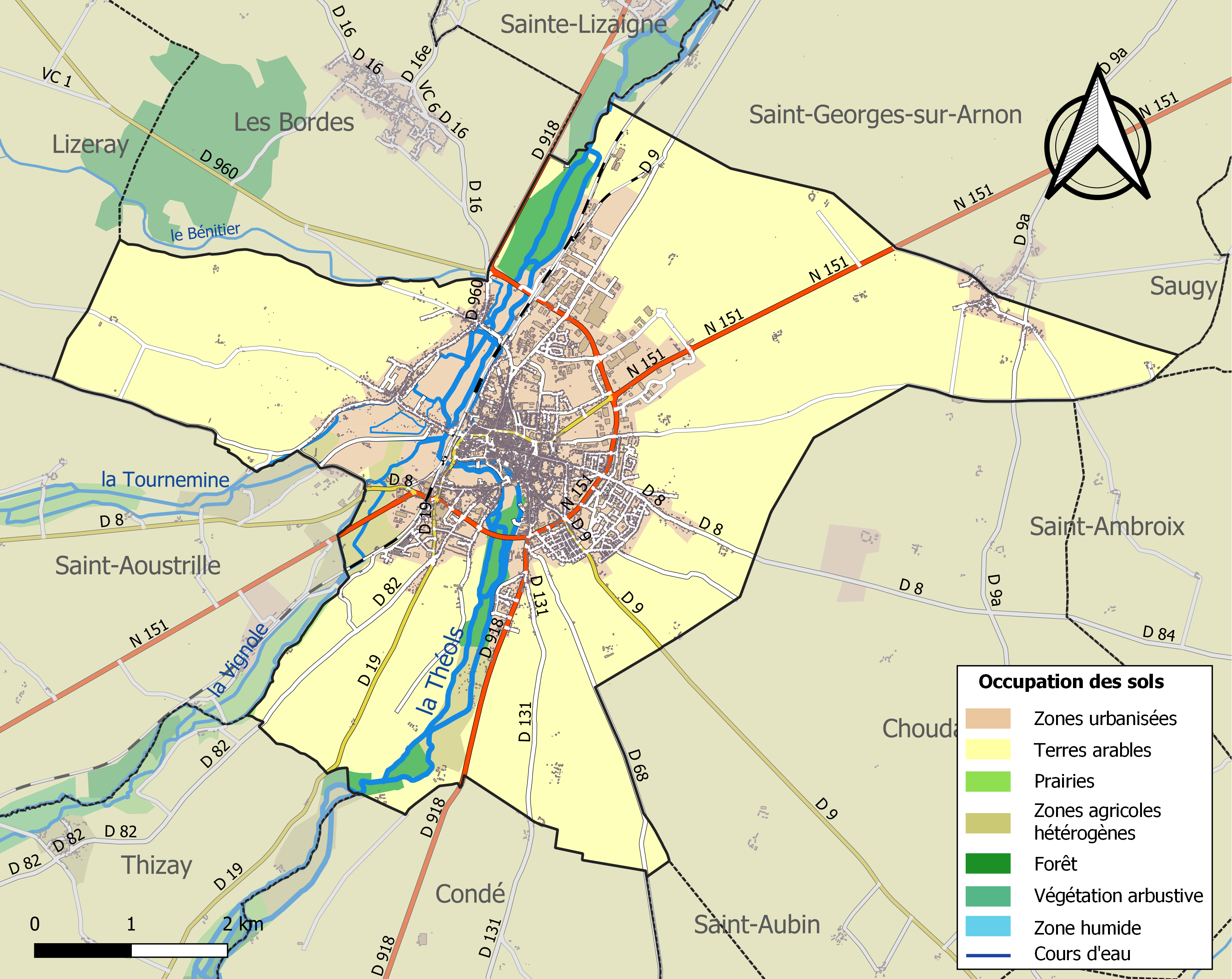

## Verkeer en vervoer
In de gemeente ligt spoorwegstation Issoudun.

## Demografie
Onderstaande figuur toont het verloop van het inwonertal (bron: INSEE-tellingen).

## Geboren in Issoudun
- Zulma Carraud (1796-1889), kinderboekenschrijfster
- Daniel Revenu (1942-2024), schermer